# Cratere Balzac
Balzac è un cratere d'impatto presente sulla superficie di Mercurio, a 10,58° di latitudine nord e 144,59° di longitudine ovest. Il suo diametro è pari a 67 km.
Il cratere è stato battezzato dall'Unione Astronomica Internazionale in onore dello scrittore francese Honoré de Balzac.